# Гамбит Лолли
Гамбит Лолли — шахматный дебют, разновидность принятого королевского гамбита, начинающаяся ходами: 
 1. e2-e4 e7-e5 
 2. f2-f4 e5:f4 
 3. Kg1-f3 g7-g5 
 4. Cf1-c4 g5-g4 
 5. Cc4:f7+.
Относится к открытым началам.

## История
Впервые встречается в работах Полерио и Греко. Этот гамбит подробно исследован Д. Лолли в 1763 году. Ведёт к преимуществу чёрных.

## Основные варианты
- 5. …Kpe8:f7 6. Kf3-e5+ Kpf7-e8 7. Фd1:g4 Kg8-f6 8. Фg4:f4 d7-d6 9.Ke5-f3 Лh8-g8